# Mélanie Pain
Mélanie Pain (ur. w Caen) – francuska piosenkarka znana głównie ze współpracy z Nouvelle Vague.

## Dyskografia

### Albumy solowe
- My Name (2009)

### ZNouvelle Vague

#### Single
- This not a love song
- Teenage Kicks

#### Albumy
- Bande à Part